# سارا شفق
سارا شفق (بالفنلندية: Sara Chafak) وهي ملكة جمال فنلندية ولدت في يوم 25 أكتوبر 1990 في مدينة هلسنكي عاصمة فنلندا ولدت لوالد أمازيغي مغربي وأم فنلندية وفازت بجائزة ملكة جمال فنلندا في سنة 2012 ومثلت فنلندا في مسابقة ملكة جمال الكون 2012.